# Cotorra superba
La cotorra superba (Polytelis swainsonii) és una espècie d'ocell de la família dels psitàcids que habita boscos i medi humà de l'interior de Nova Gal·les del Sud, en Austràlia.